# 73046 Davidmann
73046 Davidmann è un asteroide della fascia principale. Scoperto nel 2002, presenta un'orbita caratterizzata da un semiasse maggiore pari a 2,5459118 UA e da un'eccentricità di 0,1152136, inclinata di 9,29898° rispetto all'eclittica.